# 金庚泰
金 庚泰（キム・キョンテ Kyung-Tae Kim 1986年9月2日 - ）は、韓国のプロゴルファー。ソウル特別市出身、延世大学校卒業。2010年、2015年日本プロゴルフツアー賞金王、新韓銀行所属。

## 経歴
14歳の時からゴルフを始め、ジュニア時代から韓国ゴルフ界で名を知られるようになり、2005年、2006年の日本アマチュアゴルフ選手権競技を連覇し、2006年のアジア競技大会（ カタール：ドーハ）で韓国代表選手として、団体戦と個人戦で金メダルを獲得するなどアマチュア大会で好成績を収めた。
2006年の大韓民国プロゴルフツアーでアマチュアながら2勝を挙げる活躍を受けて、翌2007年にプロゴルファーに転向。新韓銀行と所属契約を締結。同年の韓国ゴルフツアーで新人ながらいきなり賞金王を獲得した。韓国国内では怪物と呼ばれている。
2008年から日本プロゴルフツアーに本格参戦を始める。1年目の2008年に年間シード権を獲得すると、翌2009年には未勝利であったが賞金ランキング9位に入る安定感を見せた。
2010年は5月のダイヤモンドCで日本ツアー初優勝を飾ると、10月の日本オープンとマイナビ・ABCチャンピオンシップで優勝して年間3勝、総額1億8,110万3,799円を獲得（海外獲得賞金348万4,939円を含む）して日本ツアーでも賞金王に君臨している。外国人が日本ツアーの賞金王を獲得するのは1987年のデビッド・イシイ以来で二人目。
2015シーズンでは5勝をあげ、2度目の賞金王に輝く。
2016年にはユーラシアカップのアジア選抜に選出。ウェブドットコムツアーの入れ替え戦では3戦トータルで65位となり、シード権を逃した。

## 人物
１週間後の4月7日に開幕するマスターズ・トーナメント出場を控えていた2011年3月31日に急きょ来日。東京都内の日本ゴルフツアー機構を訪れ、約３週間前に起きた東日本大震災の被災者支援のため、１千万円の義援金を小泉直会長に手渡した。このことについて彼は「日本は自分を温かく受け入れてくれた。直接渡したいと思った」と説明し、最後に日本語で「みなさん頑張ってください」と被災地にメッセージを送った。 

## 主な戦績

### アマチュア時代
- 日本アマチュアゴルフ選手権（優勝2回/2005年、2006年）
- アジア競技大会（2006年/ カタール：ドーハ）

団体戦（ 韓国）　金メダル
個人戦 金メダル

### プロ優勝 (17)

#### アジアンツアー (2)
| No. | 日時        | 大会                                          | 優勝スコア            | 打差      | 2位                |
| --- | ----------- | --------------------------------------------- | --------------------- | --------- | ------------------ |
| 1   | 6 May 2007  | GSカルテックスメキュンオープン                | –18 (70-66-67-67=270) | 4 strokes | 梁津萬             |
| 2   | 27 Sep 2015 | アジアパシフィック・ダイヤモンドカップゴルフ1 | –9 (67-69-67-68=271)  | 3 strokes | 池田勇太, 武藤俊憲 |

1日本ツアー共催

#### 日本ツアー (12)
| No. | 日時        | 大会                                                    | 優勝スコア            | 打差      | 2位                                    |
| --- | ----------- | ------------------------------------------------------- | --------------------- | --------- | -------------------------------------- |
| 1   | 30 May 2010 | ダイヤモンドカップゴルフ                                | –16 (65-68-68-71=272) | 2 strokes | 小田孔明                               |
| 2   | 17 Oct 2010 | 日本オープンゴルフ選手権                                | –13 (69-70-68-64=271) | 2 strokes | 藤田寛之                               |
| 3   | 31 Oct 2010 | マイナビABCチャンピオンシップ                           | –13 (67-70-70-69=275) | 1 stroke  | 石川遼                                 |
| 4   | 24 Jul 2011 | 長嶋茂雄Invitational セガサミーカップゴルフトーナメント | –15 (67-70-68-68=273) | 4 strokes | 石川遼                                 |
| 5   | 2 Sep 2012  | フジサンケイクラシック                                  | –8 (70-70-68-68=276)  | 1 stroke  | 池田勇太                               |
| 6   | 14 Jun 2015 | タイランドオープン                                      | –21 (71-64-67-65=267) | 3打差     | Wang Jeung-hun                         |
| 7   | 12 Jul 2015 | ミュゼプラチナムオープン                                | –20                   | 1打差     | 趙珉珪, ブラッド・ケネディ, J・B・パク |
| 8   | 6 Sep 2015  | フジサンケイクラシック                                  | –9 (70-64-68-73=275)  | 1 stroke  | Lee Kyoung-hoon                        |
| 9   | 27 Sep 2015 | アジアパシフィック・ダイヤモンドカップゴルフ2           | –9 (67-69-67-68=271)  | 3 strokes | 池田勇太, 武藤俊憲                     |
| 10  | 1 Nov 2015  | マイナビABCチャンピオンシップ                           | –12 (66-69-68-69=272) | 2 strokes | 片岡大育, 宮本勝昌, Lee Won-joon       |
| 11  | 17 Apr 2016 | 東建ホームメイトカップ                                  | –13 (68-67-67-69=271) | Playoff   | 近藤共弘                               |
| 12  | 1 May 2016  | 中日クラウンズ                                          | –10 (69-69-65-67=270) | Playoff   | 片岡大育                               |

#### ワンアジアツアー (2)
| No. | 日時        | 大会                           | 優勝スコア            | 打差      | 2位            |
| --- | ----------- | ------------------------------ | --------------------- | --------- | -------------- |
| 1   | 8 May 2011  | GSカルテックスメキュンオープン | –21 (67-68-66-66=267) | 8 strokes | 趙珉珪, 金亨成 |
| 2   | 14 Jun 2015 | タイランドオープン             | –21 (71-64-67-65=267) | 3打差     | Wang Jeung-hun |

### その他優勝
- 2006 Pocari Enerzen Open, Samsung Benest Open (Korea) (アマチュアとして)
- 2007 SBS Tomatobank Open